# 前田聖来
前田 聖来（まえだ せいら、1996年2月24日 - ）は、日本の映画監督、元女優、元タレント。東京都出身。

## 略歴
小学5年生の頃にスカウトされて芸能事務所に入所、ジュニアタレントとして活動。2008年、NHKの『わたしが子どもだったころ』出演をきっかけに本格的に女優を志す。20歳まで女優、タレントとして活動した。
大学進学後から自主制作映画を始め、卒業後は出版社で勤務しながら映画制作に携わっている。2016年に制作した『朝にかえる』が関西学生映画祭に入選。2018年に学生最後の作品である長編映画『いつか輝いていた彼女は』を制作し、同年11月17日から開催されたMOOSIC LAB 2018にて上映された。2019年の鯨岡弘識監督作品『メイリンの決めたこと』には録音・撮影助手として参加している。2020年鯨岡との結婚を公表。

## 人物
趣味は読書、パン作り。
清泉女子大学出身。

## 監督作品

### 長編映画
- いつか輝いていた彼女は（2018年） - 監督・脚本
- 幕が下りたら会いましょう（2021年11月公開） - 監督・脚本

### ウェブドラマ
- 涙のぶんだけ、うるおして（2020年） - 監督・脚本

## 出演作品

### 映画
- ゲルニカ（2010年、監督：片岡翔） - 主演・ミナミ 役
- わさお（2011年、東映） - サヨ 役

### テレビドラマ
- わたしが子どもだったころ （2008年、NHK BShi） - 再現ドラマ
- 仮面ライダーフォーゼ 第39、40話 （2012年、テレビ朝日） - 沖荘子役
- セーラーゾンビ（2014年、テレビ東京） - マオ役
- 相棒 season13 第10話「ストレイシープ」（2015年、テレビ朝日） - 生田里保 役

### バラエティ
- Rの法則（2011年、NHK教育） - レギュラー

### ネット配信

#### ドラマ
- 放課後はミステリーとともに（2011年5月12・13日劇場上映、原作：東川篤哉） - 高林奈緒子 役
- 劇場霊からの招待状 第4話「腐敗」（2015年） - 葉山奈津美 役